# Krymno
Krymno (ukr. Кримне, Krymne) – wieś na Ukrainie, w obwodzie wołyńskim, w rejonie kowelskim. W 2001 roku liczyła 2019 mieszkańców.
Założona w 1509 roku. Pod zaborami w powiecie kowelskim, a potem włodzimierskim guberni wołyńskiej. W II Rzeczypospolitej miejscowość była siedzibą gminy wiejskiej Krymno w powiecie kowelskim województwa wołyńskiego.
Podczas II wojny światowej w Krymnie Niemcy założyli obóz pracy oraz getto dla Żydów miejscowych i z okolicznych wsi. 5 września 1942 ukraińscy policjanci z Schutzmannschaft i trzej niemieccy żandarmi zlikwidowali getto rozstrzeliwując 386 Żydów. W podobny sposób zlikwidowano 9 stycznia 1943 roku obóz pracy; zginęło 101 więźniów.
11 lipca 1943 roku w miejscowej kaplicy podczas niedzielnego nabożeństwa bojówka ukraińskich nacjonalistów zabiła około 40 Polaków.
Do 2020 w rejonie starowyżewskim.
Od nazwy miejscowości pochodzi nazwa położonego nieopodal przystanku kolejowego Krymno.